# Johnny Villarroel
Johnny Robert Villarroel Fernández (Cochabamba, 11 ottobre 1968) è un ex calciatore boliviano, di ruolo centrocampista.

## Caratteristiche tecniche
Giocava come centrocampista: era dotato di un'affinata tecnica e di particolare perizia nel controllo di palla.

## Carriera

### Club
Villarroel debuttò a vent'anni nell'edizione 1988 della massima serie nazionale, scendendo in campo per il Wilstermann, società della sua città natale. Dopo aver giocato la stagione 1989 passò al The Strongest, trasferendosi pertanto nella capitale La Paz. Lì affiancò altri giocatori già affermati quali Sergio Luna, Óscar Carmelo Sánchez e Mario Rolando Ortega; Villarroel venne impiegato spesso, fornendo buone prestazioni e facendosi notare per le sue capacità. Nel 1993 vinse il campionato nazionale per la prima e unica volta in carriera. Nel 1996 lasciò la squadra giallo-nera; nel 1997 ebbe una breve parentesi al Destroyers. Nel 1998 tornò, a dieci anni di distanza, al Wilstermann: vi rimase per due stagioni, giocando con continuità. Nel 2000 giocò a Santa Cruz de la Sierra con l'Oriente Petrolero. Nel 2001 era nella rosa dell'Aurora di Cochabamba; Nel 2003 tornò a disputare la massima serie; in seguito si ritirò dal calcio giocato.

### Nazionale
Debuttò in Nazionale maggiore il 3 marzo 1993, in occasione dell'incontro di Asunción con il Paraguay.
Nello stesso anno venne incluso nella lista per la Copa América. In tale competizione, però, non viene mai schierato. Il 15 agosto dello stesso anno tornò in Nazionale per la gara delle qualificazioni a Stati Uniti 1994 contro l'Ecuador. Il 22 agosto giocò da titolare contro il Venezuela nell'ambito del medesimo torneo. Giocò poi un'amichevole non ufficiale con il Venezuela il 3 aprile 1995 a Sucre.

## Palmarès

### Club

#### Competizioni nazionali
- Campionato boliviano: 1

The Strongest: 1993